# Paride Lodron (arcivescovo)
Paride Lodron, o Paris von Lodron (Castelnuovo di Noarna, 13 febbraio 1586 – Salisburgo, 15 dicembre 1653), è stato un arcivescovo cattolico austriaco, arciprete di Villa Lagarina e arcivescovo di Salisburgo dal 1618 al 1653.

## Biografia

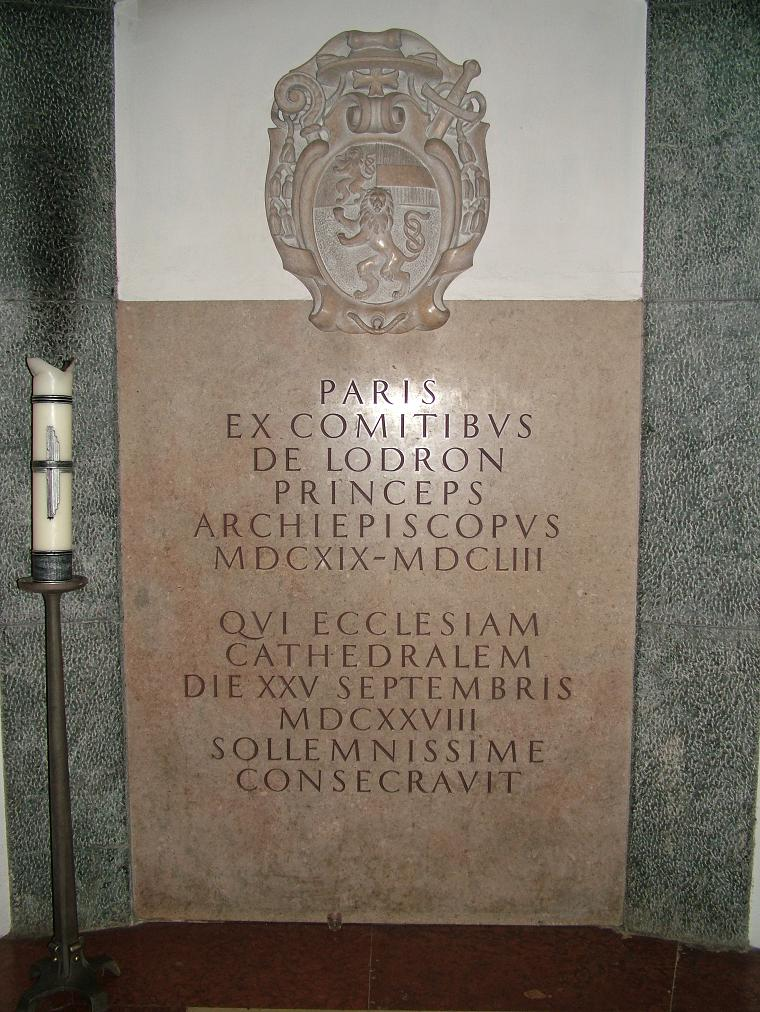
La tomba di Paride Lodron nella cripta del duomo di Salisburgo.

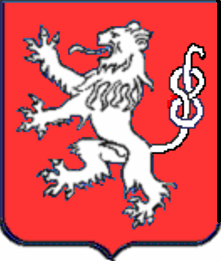
Stemma dei Lodron.

Paride Lodron nacque a Castelnuovo di Noarna, in seno alla celebre famiglia dei Lodron lagarini di Castelnuovo, originaria delle Giudicarie nel principato vescovile di Trento, primogenito di Nicolò Lodron e di Dorothea von Welspberg.
Paride iniziò i propri studi a undici anni quando si recò a Trento per studiare teologia e intraprendere così la carriera ecclesiastica, passando poi all'Università di Bologna. Successivamente passò all'Università di Ingolstadt, gestita dai gesuiti, ove terminò la propria istruzione nel 1604. 
Nel 1606 il cugino Antonio Lodron canonico a Salisburgo, ultimo esponente dei Lodron detti di Castellano, rinunciò a suo favore alla rendita della pieve di Villa Lagarina. Nel 1615 alla morte di Antonio, il Castello di Castellano passò di proprietà di Nicolò padre di Paride che lasciò il castello di Noarna ai cugini Carlo e Alfonso Lodron. Nel 1621, alla morte del padre Nicolò, Paride e il fratello Cristoforo diventarono signori del feudo di Castellano.
Nel 1647 morì Alfonso Lodron di Castelnuovo, e i fratelli Paride e Cristoforo tornarono in possesso di Castelnuovo. Dal 1647 il feudo di Castelnuovo e il feudo di Castellano furono uniti in un'unica proprietà e la loro sede giudiziaria diventò il palazzo Lodron di Nogaredo.
Nel marzo del 1614 Paride venne ordinato sacerdote e venne nominato prevosto e presidente del consiglio dei canonici della cattedrale di Salisburgo dall'arcivescovo Marcus Sittikus von Hohenems. Alla morte dell'arcivescovo, il 14 novembre 1619, venne eletto alla cattedra di Salisburgo.
Durante la propria reggenza a Salisburgo, incaricò il capomastro italiano Santino Solari di costruire delle fortificazioni attorno alla città e alle campagne circostanti Salisburgo. La città venne quindi dotata di una cinta di cinque ordini di mura a bastioni. Fece ricostruire con le nuove tecnologie anche la fortezza cittadina di Hohensalzburg.
Il 1º settembre 1623 fondò l'attuale Università di Salisburgo che oggi è a lui intitolata. Il 17 dicembre 1625 questa università ottenne la conferma da parte di papa Urbano VIII.
Nonostante i problemi militari e politici del suo tempo, si occupò attivamente anche della ristrutturazione del Duomo di Salisburgo. La consacrazione definitiva della cattedrale avvenne il 25 settembre 1628, alla quale seguirono otto giorni di festività in città.
Morì a 67 anni di idropisia e in suo onore la città di Salisburgo gli dedicò una via. La sua salma venne sepolta nella cattedrale salisburghese.

## Genealogia episcopale e successione apostolica
La genealogia episcopale è:
- Vescovo Johann Baptist Pichlmair
- Vescovo Wolfgang von Hausen
- Arcivescovo Marcus Sittikus von Hohenems
- Vescovo Albert von Törring
- Arcivescovo Paride Lodron

La successione apostolica è:
- Vescovo Johann Christoph von Liechtenstein (1624)
- Vescovo Johannes Markus von Aldringen (1633)
- Vescovo Albert von Priamis (1640)
- Vescovo Franz von Lodron (1644)
- Vescovo Franz Virgil von Spaur und Valör (1644)